# Grignoncourt
Grignoncourt é uma comuna francesa na região administrativa de Grande Leste, no departamento de Vosges. Estende-se por uma área de 5,41 km². Em 2010 a comuna tinha 44 habitantes (densidade: 8,1 hab./km²).